# Trávelin

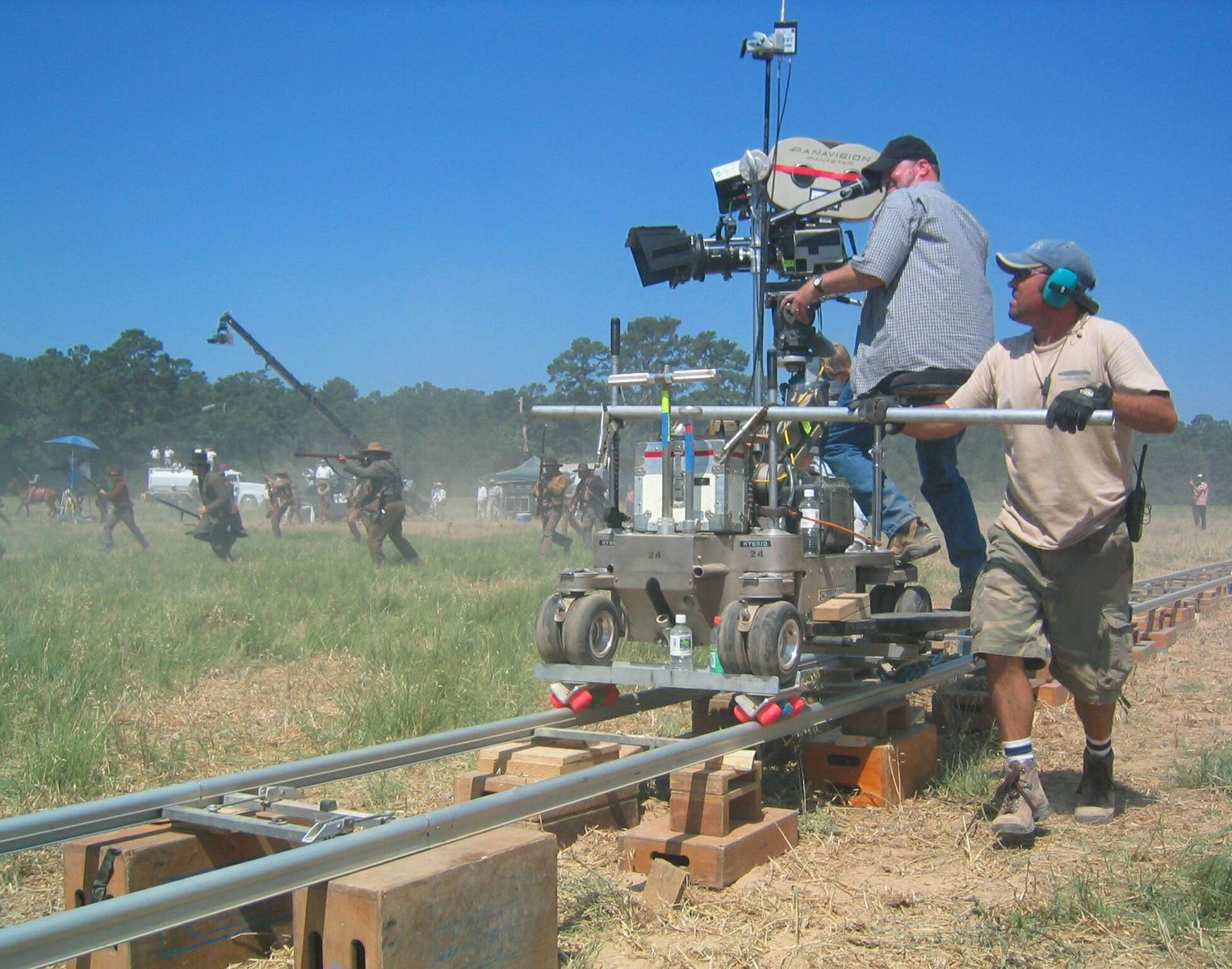
Rodaje de la película The Alamo.

El trávelin (del pseudoanglicismo francés travelling) es una técnica cinematográfica que consiste en desplazar una cámara montada sobre unas ruedas para acercarla o alejarla al sujeto u objeto que se desea filmar.
El desplazamiento se realiza frecuentemente sobre un pequeño vagón que rueda sobre unas vías, a fin de asegurar la máxima suavidad de movimiento, especialmente en suelos irregulares. En caso de suelos lisos se utiliza un soporte con ruedas de goma, para evitar el laborioso montaje de las vías.
En el cine se desplaza a menudo la cámara con las manos y andando, para conferir una impresión más realista a las imágenes. Sin embargo, este modo de desplazamiento no se considera un travelling desde el punto de vista mecánico, aunque sí desde el narrativo. Finalmente, existe también el travelling realizado desde una grúa, que puede llegar hasta el nivel del suelo, levantarse hasta una altura considerable, y girar en todas las direcciones.
Un buen trávelin pasa generalmente desapercibido al espectador, quien se encuentra inmerso en la acción, pero contribuye considerablemente a amenizar la película desde un punto de vista fotográfico.
La palabra travelling es un pseudoanglicismo procedente del francés. En inglés travelling se dice camera dolly, aunque también hay términos más precisos, como tracking shot, cuando la cámara sigue un objeto; trucking shot, booming y craning cuando la cámara se monta en unas grúas; crabbing, cuando la cámara se mueve de lado, etc.

## Historia
El primer movimiento de cámara de la historia del cine se atribuye a Alexandre Promio, cuando rodó una góndola navegando por el Grand Canal de Venecia. Cabe destacar que Promio fue el operador de los hermanos Lumière.
A partir de este momento, se empezaron a utilizar varios medios para mover la cámara como por ejemplo: barcos, automóviles, trenes, ascensores, funiculares, cintas de correr, trineos, aerostatos y, más adelante, aviones y drones. Georges Méliès también incorporó movimientos de objetos para crear efectos similares a los del travelling, con el objetivo de introducir efectos de aumento de tamaño, como en El hombre de la cabeza de goma, o efectos de desplazamiento, como en Viaje a la Luna. Para llevarlo a cabo, Méliès colocaba el objeto que quería aumentar en un carro que se desplazaba hacia la cámara.
En 1903, Alfred Collins, quien trabajó con Gaumont, realizó en Matrimonio en auto una persecución de coches en que se pasaba de un coche a otro, un montaje que no se había visto hasta el momento. Para que el público pudiera comprender la simultaneidad de planos, indicaba la transición de un coche al otro con subtítulos que informaban de que coche se trataba: el perseguido o el perseguidor.
En 1907, el operador español Segundo de Chomón utilizó un rudimentario travelling con una cámara montada sobre ruedas en la gran producción de la Pathé Frères Vie et Passion de Notre Seigneur Jésus-Christ, de Ferdinand Zecca, anticipando el travelling que utilizaría más tarde en Cabiria.
En 1912, muchas películas norteamericanas recurrían a una serie de tomas en movimiento y se dejaron de utilizar subtítulos para explicar el cruce de imágenes desde la primera película de D. W. Griffith, Las aventuras de Dollie, porque las acciones simultáneas pasaban en distintos escenarios. Al utilizar escenarios diferentes nacía el montaje en paralelo, y el público empezó a entender la mezcla de planos.
En el año 1912, Oscar Apfel realizó un filme para Thomas Edison donde aparecían varias retrospectivas, Le Passant. En esta película se dejaron atrás las persecuciones, frecuentes en las cintas anteriores, y se utilizaron travellings psicológicos, tal y como se nombraron en la década de los cincuenta. Apfel optó por mover la cámara adelante y atrás sobre un carro que se acercaba o alejaba al actor cuando tenía las escenas retrospectivas.
Dos años después, en la película de 1914 Cabiria del italiano Giovanni Pastrone, Segundo de Chomón, que era responsable de los efectos especiales y de los movimientos de cámara, utilizó un método de travelling descriptivo que constituye uno de los principales rasgos distintivos de la película. En ella, la cámara colacada sobre un dolly (llamado entonces carrello) se mueve varias veces delante de un escenario o grupo de actores para plasmar y describir con detalle la situación de la escena.

## Técnicas y uso
La trayectoria del movimiento de la cámara durante un travelling puede ser, entre otros, frontal (hacia delante o hacia atrás), lateral (de derecha a izquierda y viceversa) o circular según el movimiento que haga la cámara o la persona que la mueve. Las posibilidades de movimiento son muy amplias además de las tres mencionadas anteriormente.
El travelling no se describe únicamente según cómo es el movimiento de la cámara, sino que también es importante saber quién la mueve y cómo lo hace. Por una parte, hay un tipo de travelling que se origina cuando el operador que lleva la cámara en la espalda se mueve respecto a aquello que se está grabando, de manera que graba el movimiento del operador. Por otra parte, el sistema dolly, en el que se instala la cámara encima de un carro que se mueve por unas vías a través de carriles. Este carro puede ser un soporte con ruedas que solo sostenga la cámara, o puede tener una forma más compleja y estar compuesto por una columna central acompañada de un brazo ajustable y plegable conocido como Spyder, que se encarga de sostener al operador sentado.
Con el paso del tiempo, han surgido variaciones de estos sistemas mencionados anteriormente. Un ejemplo de estas variaciones es la steadicam  La cámara que iba sobre la espalda del operador se sustituye por un sistema que permite a la cámara estabilizarse y no percibir el movimiento al tenerla en mano. Aquello que graba la cámara puede visualizarse a través de un monitor instalado en los brazos del operador, quien lleva la cámara atada al cuerpo. El operador utiliza un mando para controlar la steadicam.
Otras innovaciones que han aparecido en el cine son las grúas Louma, que no necesitan de un operador que las controle, y a veces, ni tan solo un director. Por tanto, el control de los movimientos de la grúa se hace a partir de un control remoto y una pantalla.
Finalmente, es importante destacar que también existen sistemas muy sofisticados que se utilizan para el seguimiento de planos muy cerca del suelo o sumergidos. Estos se obtienen a partir de un teleférico o mediante cables enrollados en un sistema de poleas.
El trávelin se puede combinar con otro movimiento de cámara como la panorámica (rotación de la cámara sobre uno de sus ejes) o el movimiento de la grúa donde está la cámara sujeta (elevación o descenso de la cámara dentro de la escena). Este tipo de movimientos son conocidos como combinados (cuando van hacia una misma dirección), o compensados (cuando uno trabaja en la dirección opuesta al otro). Los siguientes dos ejemplos pueden aportar una mejor comprensión de estos conceptos:
Ejemplo 1: Puede hacerse un travelling lateral de la trayectoria de un personaje que se puede combinar con una panorámica del paisaje donde pasa la acción realizada por el personaje.
Ejemplo 2: Usando el mismo travelling lateral de la trayectoria de un personaje, si en vez de seguir al personaje con la cámara y hacer una panorámica, se deja que el personaje avance, entonces la cámara compensa que el personaje quede fuera de plano pero vuelva a reaparecer.
Es importante no confundir el travelling mecánico, con el travelling óptico, también conocido como zum. La principal diferencia es que en el zum, la cámara no se mueve, simplemente se produce un desplazamiento óptico mediante el objetivo ya que está compuesto por una lente focal variable. Con el travelling mecánico, en cambio, se obtiene una variación de la perspectiva, cosa que con el zum no pasa. Además, el travelling aporta mayor sensación de movimiento y el zum genera una pequeña distorsión óptica en los márgenes de la imagen. Aun así, el zum permite provocar un efecto muy dinámico de acercamiento repentino conocido como puñetazo.

## Tipos de trávelin
- Travelling de profundidad de aproximación: la cámara se desplaza desde un plano lejano a otro más cercano. Su función suele ser psicológica y dramática.

- Travelling de profundidad de alejamiento: la cámara se aleja de un objeto o sujeto encuadrado desde muy cerca. Su función suele ser descriptiva y dramática.
- Travelling paralelo: la cámara acompaña el objeto o sujeto lateralmente.
- Travelling circular: la cámara gira 360 grados alrededor del objeto o sujeto.
- Travelling divergente: modifica la perspectiva del espectador distorsionando la relación entre la cámara y el objeto o sujeto.
- Grúa: se utiliza el eje vertical y se pueden conseguir distintas combinaciones de movimientos.
- Spidercam.
- Dron.